# Norwegian International 1958
Die Norwegian International 1958 fanden vom 8. bis zum 9. November 1958 in Oslo statt. Es war die vierte Austragung dieser internationalen Titelkämpfe von Norwegen im Badminton, wobei nur die reinen Herrenwettbewerbe ausgetragen wurden.

## Finalergebnisse
| Disziplin    | Sieger                     | Finalist                     | Ergebnis           |
| ------------ | -------------------------- | ---------------------------- | ------------------ |
| Herreneinzel | Knud Aage Nielsen          | Berndt Dahlberg              | 15–11, 12–15, 15–9 |
| Dameneinzel  | nicht ausgetragen          | nicht ausgetragen            | nicht ausgetragen  |
| Herrendoppel | Bo Nilsson Göran Wahlqvist | Berndt Dahlberg Bertil Glans | 15–1, 15–13        |
| Damendoppel  | nicht ausgetragen          | nicht ausgetragen            | nicht ausgetragen  |
| Mixed        | nicht ausgetragen          | nicht ausgetragen            | nicht ausgetragen  |